# Disocactus kimnachii
Disocactus kimnachii là một loài thực vật có hoa trong họ Cactaceae. Loài này được G.D.Rowley mô tả khoa học đầu tiên năm 1987.